# لیان موریارتی
لیان موریارتی (انگلیسی: Liane Moriarty)؛ زادهٔ (۱۵ نوامبر ۱۹۶۶) رمان‌نویس اهل استرالیا است.

## زندگی نامه
پس از ترک مدرسه ، موریارتی در تبلیغات و بازاریابی در یک شرکت انتشارات قانونی کار کرد. وی سپس مدتی شرکت خود را اداره کرد و قبل از اینکه به عنوان یک نویسنده تبلیغات مستقل کار کند ، کار خود را شروع کرد. در سال 2004 ، پس از اخذ مدرک کارشناسی ارشد در دانشگاه مک کواری در سیدنی ، اولین رمان سه آرزو ، که به عنوان بخشی از این مدرک نوشته شده بود ، منتشر کرد.